# Mycospongia
Mycospongia is een geslacht van schimmels. De plaatsing in een familie is nog onzeker (Incertae sedis). Het geslacht telt slechts een soort, namelijk Mycospongia juniperi.